# Ginestell cineri
El ginestell cineri (Genista cinerea) és una espècie arbustiva de planta amb flors que pertany al gènere Genista dins la família de les fabàcies.
És originari de l'oest de la conca mediterrània (concretament sud d'Europa i nord d'Àfrica) 
És una planta autòctona als Països Catalans.
Està distribuïda en llocs secs calcaris de la muntanya mediterrània i submediterrània entre els 20 i els 1550 m d'altitud.

## Subespècies[2]
- Valentina: Flors sovint solitàries, muntanyes occidentals del País Valencià entre els 300 i els 100 m d'altitud
- Ausetana: Flors en raïms llargs i densos, a Catalunya entre 300 i 1550 m i el País Valencià entre els 900 i els 1500 m
- Leptoclada: Flors en general solitàries poc nombroses a la Serra de tramuntana de Mallorca entre els 20 i els 1000 m.

## Descripció
Arbust de 40 a 150 cm poc foliós o sense fulles (afil·le) molt ramificat i més o menys compacte. Branquillons joves pubescents (pèls fins). Fulles linear-lanceolades pubescents en el revers. El llegum és comprimit de 12 a 19 mm de llarg amb de 2 a 5 llavors. Floreix d'abril a agost amb flors grogues axil·lars, solitàries o fasciculades amb la carena pubescent de longitud poc diferent de la dels altres pètals.